# Souday
Souday és un municipi francès, situat al departament del Loir i Cher i a la regió de Centre – Vall del Loira. L'any 2007 tenia 536 habitants.

## Demografia

### Població
El 2007 la població de fet de Souday era de 536 persones. Hi havia 232 famílies, de les quals 60 eren unipersonals (32 homes vivint sols i 28 dones vivint soles), 100 parelles sense fills, 64 parelles amb fills i 8 famílies monoparentals amb fills.
La població ha evolucionat segons el següent gràfic:
Habitants censats

### Habitatges
El 2007 hi havia 350 habitatges, 236 eren l'habitatge principal de la família, 82 eren segones residències i 32 estaven desocupats. 340 eren cases i 10 eren apartaments. Dels 236 habitatges principals, 177 estaven ocupats pels seus propietaris, 55 estaven llogats i ocupats pels llogaters i 4 estaven cedits a títol gratuït; 1 tenia una cambra, 20 en tenien dues, 85 en tenien tres, 76 en tenien quatre i 55 en tenien cinc o més. 210 habitatges disposaven pel capbaix d'una plaça de pàrquing. A 132 habitatges hi havia un automòbil i a 70 n'hi havia dos o més.

### Piràmide de població
La piràmide de població per edats i sexe el 2009 era:
| Homes | Edats   | Dones |
| ----- | ------- | ----- |
| 0     | 95 o +  | 0     |
| 8     | 90 a 94 | 8     |
| 8     | 85 a 89 | 8     |
| 8     | 80 a 84 | 8     |
| 12    | 75 a 79 | 28    |
| 8     | 70 a 74 | 0     |
| 20    | 65 a 69 | 28    |
| 32    | 60 a 64 | 20    |
| 12    | 55 a 59 | 8     |
| 12    | 50 a 54 | 16    |
| 28    | 45 a 49 | 16    |
| 8     | 40 a 44 | 16    |
| 8     | 35 a 39 | 4     |
| 32    | 30 a 34 | 20    |
| 16    | 25 a 29 | 16    |
| 12    | 20 a 24 | 8     |
| 24    | 15 a 19 | 12    |
| 16    | 10 a 14 | 16    |
| 8     | 5 a 9   | 8     |
| 12    | 0 a 4   | 16    |

## Economia
El 2007 la població en edat de treballar era de 302 persones, 222 eren actives i 80 eren inactives. De les 222 persones actives 209 estaven ocupades (116 homes i 93 dones) i 13 estaven aturades (5 homes i 8 dones). De les 80 persones inactives 36 estaven jubilades, 15 estaven estudiant i 29 estaven classificades com a «altres inactius».

### Ingressos
El 2009 a Souday hi havia 237 unitats fiscals que integraven 543 persones, la mediana anual d'ingressos fiscals per persona era de 17.223 €.

### Activitats econòmiques
Dels 23 establiments que hi havia el 2007, 1 era d'una empresa extractiva, 2 d'empreses alimentàries, 2 d'empreses de fabricació d'altres productes industrials, 4 d'empreses de construcció, 4 d'empreses de comerç i reparació d'automòbils, 1 d'una empresa de transport, 1 d'una empresa d'hostatgeria i restauració, 1 d'una empresa financera, 1 d'una empresa immobiliària, 3 d'empreses de serveis i 3 d'empreses classificades com a «altres activitats de serveis».
Dels 7 establiments de servei als particulars que hi havia el 2009, 1 era una oficina bancària, 2 tallers de reparació d'automòbils i de material agrícola, 1 paleta, 1 fusteria, 1 lampisteria i 1 perruqueria.
Dels 3 establiments comercials que hi havia el 2009, 1 era una botiga de més de 120 m², 1 una botiga de menys de 120 m² i 1 una fleca.
L'any 2000 a Souday hi havia 31 explotacions agrícoles que ocupaven un total de 2.541 hectàrees.

## Equipaments sanitaris i escolars
El 2009 hi havia una escola elemental.

## Poblacions properes
El següent diagrama mostra les poblacions més properes.